# Henk Visser (Leichtathlet)

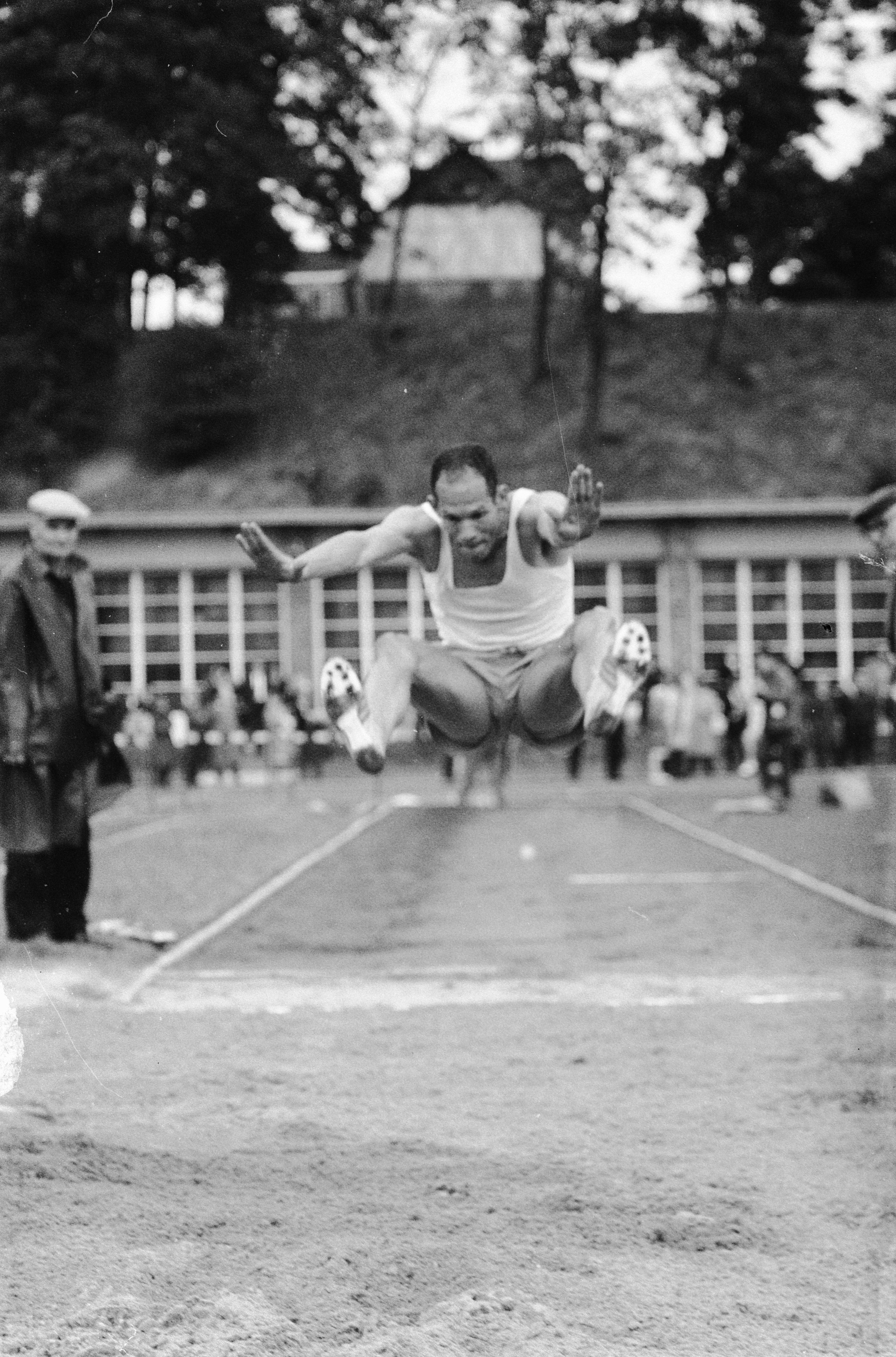
Henk Visser 1960

Henk Visser (* 23. März 1932 in Willemstad, Curaçao; † 13. November 2015 in Arnhem, Niederlande) war ein niederländischer Leichtathlet.
Visser war Weitspringer und erzielte 1956 mit 7,98 m einen Europarekord. Er startete 1952 und 1960 bei den Olympischen Sommerspielen.